# Cornelis Eliaerts
Cornelius Franciscus Eliaerts (Borgerhout, 24 augustus 1813 - aldaar, 9 juni 1880) was een burgemeester van Borgerhout.

## Loopbaan
Eliaerts, die landbouwer was en in de omgang Neel uit Rome werd genoemd, werd gemeenteraadslid van Borgerhout in 1848.. Hij was schepen tussen 1859 en 1867. In 1868 werd hij verkozen tot lid de provincieraad van Antwerpen. Voorzitter van de Meetingpartij.
Eliaerts werd bij Koninklijk Besluit van 29 juli 1871 burgemeester met de hulp van de Meetingpartij. Hij slaagde er in het tracé van de spoorwegverbinding die Borgerhout dreigde in twee te snijden, naar achteren te verschuiven richting de vestingen. Hij bleef burgemeester tot zijn dood in 1880. De Eliaertsstraat in Borgerhout is naar hem vernoemd.